# Giles Foden
Giles Foden (nascido em 1967 em Warwickshire) é um escritor britânico, conhecido por ter tido seu livro "The Last King of Scotland" como base para o filme de mesmo nome.